# رغدان مطري
رغدان سامر مطري، لاعب كرة قدم سعودي يلعب حالياً في نادي الريان.

## مسيرة اللاعب
لعب في الفئات السنية في نادي الإتحاد و أعير إلى نادي البكيرية ونادي الخلود ولعب بعدها مع نادي الريان.